# Penězdroj
Penězdroj je první[zdroj?] český crowdfundingový portál, který umožňuje i equity (podílové) financování projektů. Kromě equity/podílů portál nabízí i další typy crowdfundingového financování případně jejich kombinaci:
- Equity (podíl)
- Reward (odměna)
- Donation (dar)
- Loan (půjčka)...od roku 2017
- Royalty (honorář)...od roku 2017
- Equity & Reward
- Equity & Loan

Portál kromě samotného crowdfundingu nabízí autorům projektů i konzultační služby především v těchto oblastech:
- asistence při přípravě crowdfundingového projektu
- asistence při přípravě crowdfundingové kampaně
- pomoc při sestavení business plánu či jeho jednotlivých částí (marketing, obchod, finance)
- příprava na jednání s investory
- příprava na jednání se zákazníky

Portál Penězdroj byl spuštěn 27. 10. 2015 a ke 14. 3. 2016 na něm bylo úspěšně profinancováno 7 projektů v celkové částce dosahující téměř 1 mil. CZK.[zdroj⁠?!]